# Дворище (Судиславский район)
Дворище — деревня в Судиславском сельском поселении Судиславского района Костромской области России. 

## География
Деревня расположена справа от автодороги Кострома — Верхнеспасское.

## История
Согласно Спискам населенных мест Российской империи в 1872 году деревня Дворищи относилась к 1 стану Костромского уезда Костромской губернии. В ней числилось 15 дворов, проживало 38 мужчин и 45 женщин.
Согласно переписи населения 1897 года в деревне Дворища проживало 32 человек (13 мужчин и 19 женщин).
Согласно Списку населенных мест Костромской губернии в 1907 году деревня Дворища относилась к Богословской волости Костромского уезда Костромской губернии. По сведениям волостного правления за 1907 год в ней числилось 12 крестьянских дворов и 49 жителей. Основным занятием жителей была работа малярами, шерст..

## Население
| 2008 | 2010 | 2014 |
| ---- | ---- | ---- |
| 12   | ↘10  | ↗11  |